# بول إيلوار
بول إيلوار هو الاسم الأدبي لـ يوجين إميل بول جريندل، (14
ديسمبر 1895—18 نوفمبر 1952)، شاعر فرنسي كان
واحدا من مؤسسي الحركة السريالية.كان والده عاملا وكانت والدته خياطة ثياب. قام برحلة طويلة عام 1926 إلى بلدان شرق آسيا، وتعرف على شيوعيين كثر عام 1927، وانضم إلى الحزب الشيوعي الفرنسي عام 1932 في سياق العلاقات مع مجلس المقاومة الفرنسية ضد الاحتلال النازي.
ومن أهم ما كتب ايلوار : «المهمة والثورة»، و«مت ْ وكنْ»، و«الحبّ
والشاعر»، و« الحرية»، و« سبع قصائد حب ّ أثناء الحرب»، و« قصائد لأجل
السلام»، و« نحن والألم»، و« الانتصار في قاف»، و« التيار الطبيعي»،
و«أنشودة كاملة»، و«كتاب مفتوح»، و« الحياة المباشرة».

## وصلات خارجية
- بول إيلوار على موقع أرشيف الشارخ.
- بول إيلوار على موقع الموسوعة البريطانية (الإنجليزية)
- بول إيلوار على موقع مونزينجر (الألمانية)
- بول إيلوار على موقع ميوزك برينز (الإنجليزية)
- بول إيلوار على موقع إن إن دي بي (الإنجليزية)
- بول إيلوار على موقع ديسكوغز (الإنجليزية)

- بول ايلوار نحن والألم
- شاعر المقاومة بول ايلوار